# Infinity (álbum de Nicky Jam)
Infinity (en español, «Infinito») es el séptimo álbum de estudio del cantante colombianoestadounidense Nicky Jam, el cual fue publicado el 27 de agosto de 2021 por Sony Music Latin. El álbum contó con las colaboraciones de Myke Towers, Jhay Cortez, Romeo Santos, entre otros.
El álbum estaba previsto a ser lanzado durante los primeros días de enero de 2021, exactamente el 15 de enero, pero por razones desconocidas, el álbum se postergó durante varios meses, finalmente el 25 de agosto, dos días antes de su lanzamiento, el álbum fue anunciado mediante un tráiler.

## Promoción

### Sencillos
«Polvo» con Myke Towers, fue lanzado el 20 de noviembre de 2020, como sencillo principal, el cual contó con un vídeo musical, en donde apareció la modela Cydney Moreau, la prometida del cantante para ese entonces. Comercialmente, logró entrar en la posición quince del Hot Latin Songs (Billboard), además de ingresar en el Global 200, hasta nueve meses de su lanzamiento, la canción ya había alcanzado los 200 millones de reproducciones en Spotify y también ya logró el video a más de un año de su lanzamiento 102  millones de reproducciones en YouTube.
«Fan de tus fotos» con Romeo Santos, fue lanzado el 8 de febrero de 2021, como segundo sencillo del álbum, dicha canción se apoderó de la posición número uno del Latin Rhythm Airplay (Billboard) e ingresó en la posición once dentro del Hot Latin Songs (Billboard). Luego de siete meses de su lanzamiento, el sencillo ya había alcanzado más de 120 millones de reproducciones en Spotify y en YouTube actualmente  cuenta con más de 100 millones de reproducciones en YouTube. Esta es la segunda colaboración de los cantantes, después de «Bella y sensual» con Daddy Yankee y la primera de ellos juntos.
«Pikete» con El Alfa, lanzado el 27 de mayo de 2021, fue publicado como el tercer sencillo, el cual logró alcanzar la posición treinta y dos del Hot Latin Songs y la doce en el Latin Digital Song Sales de (Billboard) y más de cinco millones de reproducciones en Youtube a solo tres días de su lanzamiento.
«Miami» fue lanzado el 29 de julio de 2021, como el cuarto y último sencillo del álbum, dicho sencillo logró alcanzar la posición treinta y tres dentro del Hot Latin Songs (Billboard), manteniéndose durante once semanas dentro de la lista.

## Rendimiento comercial
Infinity alcanzó la posición nueve en la lista Top Latin Albums (Billboard), siendo esta su tercera entrada consecutiva dentro del top 10 de la lista.

## Lista de canciones
- Adaptados desde TIDAL.[14]

| N.º   | Título                                | Productor(es)                            | Duración |  |
| 1.    | «Magnum» (con Jhay Cortez)            | Jorge Milliano                           | 3:02     |  |
| 2.    | «Miami»                               | DJ Luian, Mambo Kingz, Neneto, Slow Mike | 3:12     |  |
| 3.    | «Te hace falta»                       | Tainy                                    | 3:04     |  |
| 4.    | «Celosa»                              | Bass Charity, De La Cruz, Tainy          | 2:59     |  |
| 5.    | «Se de y se da»                       | Botlock, Jowan, Sky                      | 3:11     |  |
| 6.    | «Pikete» (con El Alfa)                | Slow Mike                                | 2:33     |  |
| 7.    | «Clavo»                               | Alejandro Patiño                         | 3:04     |  |
| 8.    | «Te Invito» (con Rios)                | Botlock, Dimelo Flow                     | 3:01     |  |
| 9.    | «DM» (con Manuel Turizo)              | Alejandro Patiño                         | 3:24     |  |
| 10.   | «Una guayaa»                          | Reggi El Auténtico                       | 2:51     |  |
| 11.   | «Polvo» (con Myke Towers)             | Sky                                      | 3:31     |  |
| 12.   | «Playa»                               | Saga WhiteBlack                          | 3:05     |  |
| 13.   | «Dandote»                             | Botlock, Sky                             | 2:43     |  |
| 14.   | «Melancolía»                          | David Gaza, Gian                         | 2:42     |  |
| 15.   | «Fan de tus fotos» (con Romeo Santos) | Sky                                      | 3:18     |  |
| 45:40 |                                       |                                          |          |  |

## Posicionamiento en listas
| Listas (2021)                        | Mejor posición |
| ------------------------------------ | -------------- |
| España (PROMUSICAE)                  | 13             |
| Estados Unidos (Top Latin Albums)    | 9              |
| Estados Unidos (Latin Rhythm Albums) | 7              |